# ワラウート・スリマカ
ワラウート・スリマカ（タイ語: วรวุฒิ ศรีมะฆะ์、1971年12月8日 - ）は、タイの元サッカー選手、現サッカー指導者。元タイ代表。選手時代のポジションはFW。

## クラブ歴
1991年にタイ・ファーマーズ・バンクFCで選手となり、クラブの絶頂期を共にした。在籍初年からリーグ制覇を成し遂げると同クラブで3連覇、更にAFCチャンピオンズリーグやクイーンズカップも連覇した。
1996年にBECテロ・サーサナFCに移籍し、ここでもリーグを2回制した。2003年には再びAFCチャンピオンズリーグで決勝に進出し、決勝戦でスターティングメンバーに名を連ねたものの、アル・アインFCに敗れ、3度目の栄冠を手にする事は無かった。個人としては1997シーズンにリーグ得点王を獲得し、2001-02シーズンにも得点王を獲得した。
2002年から2003年にかけては隣国マレーシアのケランタンFAに加入したものの、1シーズンで退団し、BECテロ・サーサナFCに復帰した。2004年にベトナムのビンディンFCに加入、AFCチャンピオンズリーグ2005ではクルン・タイ・バンクFCとのグループステージでの一戦で得点し、同杯で初の勝利を齎した。2007年にチョンブリーFCに移籍し、2008年にカスタムズ・デパートメントFCに移籍、ここで選手生命を終えた。

## 代表歴
1991年から2002年にかけて代表出場経験があり、東南アジアサッカー選手権では歴代2位の得点数を誇っている。2000年大会である2000 タイガーカップでは決勝戦のインドネシア代表戦でハットトリックを達成し、4-1の勝利の立役者となる活躍を見せた。更にこのハットトリックによってインドネシア代表のグンダ・ドニ・チリスティアワンと共に同大会の得点王に輝いた。

## 個人成績
代表での得点一覧
| #   | 日附           | 場所                                                   | 対戦相手         | 得点 | 結果   | 大会                                   |
| --- | -------------- | ------------------------------------------------------ | ---------------- | ---- | ------ | -------------------------------------- |
| 1.  | 1996年7月4日   | バンコク                                               | モルディブ       |      | 8-0    | AFCアジアカップ1996                    |
| 2.  | 1996年9月9日   | シンガポール・シンガポール・ナショナルスタジアム       | ブルネイ         | 3-0  | 6-0    | 1996 タイガーカップ                    |
| 3.  | 1996年9月9日   | シンガポール・シンガポール・ナショナルスタジアム       | ブルネイ         | 3-0  | 4-0    | 1996 タイガーカップ                    |
| 4.  | 1996年9月13日  | シンガポール・シンガポール・ナショナルスタジアム       | ベトナム         | 4-0  | 4-2    | 1996 タイガーカップ                    |
| 5.  | 1997年10月5日  | ジャカルタ・リパク・ブルス・スタジアム                 | ミャンマー       | 1-0  | 2-1    | 1997年東南アジア競技大会               |
| 6.  | 1997年10月7日  | ジャカルタ・リパク・ブルス・スタジアム                 | ブルネイ         |      | 6-0    | 1997年東南アジア競技大会               |
| 7.  | 1998年8月27日  | ホーチミン市トンニャット・スタジアム                   | ミャンマー       | 1-0  | 1-1    | 1998 タイガーカップ                    |
| 8.  | 1998年8月29日  | ホーチミン市トンニャット・スタジアム                   | フィリピン       | 1-0  | 3-1    | 1998 タイガーカップ                    |
| 9.  | 1998年9月5日   | ホーチミン市トンニャット・スタジアム                   | インドネシア     | 2-2  | 3-3    | 1998 タイガーカップ                    |
| 10. | 1998年11月21日 | バンコク                                               | トルクメニスタン |      | 3-3    | 親善試合                               |
| 11. | 1998年12月2日  | バンコク・スパチャラサイ国立競技場                     | 香港             | 2-0  | 5-0    | 1998年アジア競技大会                   |
| 12. | 1998年12月4日  | バンコク・スパチャラサイ国立競技場                     | オマーン         | 1-0  | 2-0    | 1998年アジア競技大会                   |
| 13. | 1998年12月10日 | バンコク・ラジャマンガラ・スタジアム                   | レバノン         | 1-0  | 1-0    | 1998年アジア競技大会                   |
| 14. | 1999年7月30日  | バンダルスリブガワン・ベラカス・スポーツコンプレックス | フィリピン       | 8-0  | 9-0    | 1999年東南アジア競技大会               |
| 15. | 2000年6月10日  | バンコク                                               | カタール         |      | 2-3(L) | 親善試合                               |
| 16. | 2000年11月10日 | チェンマイ・700周年記念スタジアム                      | インドネシア     | 1-0  | 4-1    | 2000 タイガーカップ                    |
| 17. | 2000年11月10日 | チェンマイ・700周年記念スタジアム                      | インドネシア     | 2-0  | 4-1    | 2000 タイガーカップ                    |
| 18. | 2000年11月18日 | バンコク・ラジャマンガラ・スタジアム                   | インドネシア     | 1-0  | 4-1    | 2000 タイガーカップ                    |
| 19. | 2000年11月18日 | バンコク・ラジャマンガラ・スタジアム                   | インドネシア     | 2-0  | 4-1    | 2000 タイガーカップ                    |
| 20. | 2000年11月18日 | バンコク・ラジャマンガラ・スタジアム                   | インドネシア     | 3-1  | 4-1    | 2000 タイガーカップ                    |
| 21. | 2001年1月23日  | バンコク                                               | クウェート       |      | 5-4(W) | 親善試合                               |
| 22. | 2001年9月29日  | バンコク                                               | オマーン         | 1-0  | 2-0    | 親善試合                               |
| 23. | 2001年9月29日  | バンコク                                               | オマーン         | 2-0  | 2-0    |                                        |
| 24. | 2001年10月16日 | バンコク・ラジャマンガラ・スタジアム                   | バーレーン       | 1-0  | 1-1    | 2002 FIFAワールドカップ・アジア2次予選 |
| 25. | 2002年12月18日 | シンガポール・シンガポール・ナショナルスタジアム       | ラオス           | 1-0  | 5-1    | 2002 タイガーカップ                    |
| 26. | 2002年12月18日 | シンガポール・シンガポール・ナショナルスタジアム       | ラオス           | 3-0  | 5-1    | 2002 タイガーカップ                    |
| 27. | 2002年12月22日 | シンガポール・シンガポール・ナショナルスタジアム       | シンガポール     | 1-1  | 1-1    | 2002 タイガーカップ                    |
| 28. | 2002年12月27日 | ジャカルタ・ゲロラ・ブン・カルノ・スタジアム           | ベトナム         | 0-1  | 0-4    | 2002 タイガーカップ                    |

## タイトル

### クラブ
タイ・ファーマーズ・バンクFC
- AFCチャンピオンズリーグ: 1994, 1995
- コー・ロイヤルカップ: 1991, 1992, 1993, 1995
- クイーンズカップ: 1994, 1995
- アフロアジアクラブ選手権: 1994

BECテロ・サーサナFC
- タイ・プレミアリーグ: 2000, 2001-02

チョンブリーFC
- タイ・プレミアリーグ: 2007

### 代表
タイ王国
- 東南アジア競技大会: 1995, 1997, 1999
- 東南アジアサッカー選手権: 1996, 2000, 2002
- キングスカップ: 1994, 2000

### 個人
- 東南アジアサッカー選手権得点王: 2000
- タイ・プレミアリーグ得点王: 1997, 2001-02